# クマソタケル
クマソタケルは、記紀などに伝わる古代日本の熊曽国の土豪。古事記では熊曾建と記され、肥後国（現在の熊本県）の球磨（くま）と大隅国（現在の鹿児島県）の曾於（そお）一帯をさす熊曾（襲）の首長で、兄建（えたける）と弟建（おとたける）の兄弟ふたりをいう。日本書紀には、兄弟ではなく「熊襲魁帥」と記される。「厚鹿文」とも。

## 伝承
朝廷に従わない熊襲(現在の九州)に住む熊襲健兄弟の討伐を命じられた小唯命(オウスノミコト)。熊襲へ着くと兄弟たちは館の新築祝いで大賑わいしていた。そこへ付けこもうとオウスは叔母ヤマトヒメから貰った服で女装をして熊襲の女の中へ混じる。兄弟が酒に酔ったのを見計らい、まずは兄を、次に弟を短剣で殺す。
この勇敢な行動を認められ、オウスは日本武尊命(ヤマトタケルノミコト)という名前で呼ばれるようになった。
日本書紀では、クマソタケルを酔わせたのは景行天皇が裏切らせた娘・市乾鹿文(イチフカヤ)であり、討ったのも潜入した名もなき兵士である。